# Nationalpark Đerdap

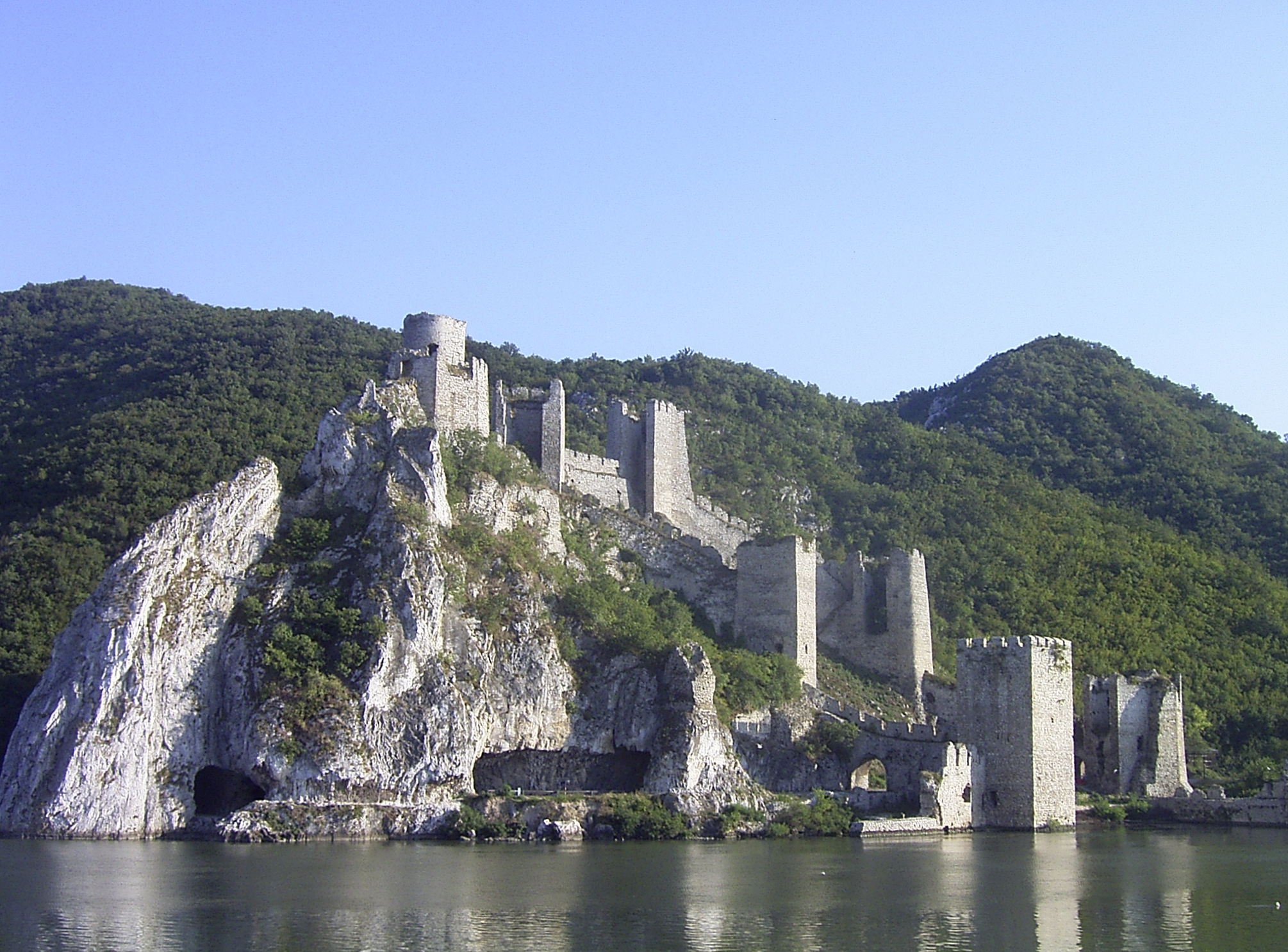
Golubački Grad (Festung Golubac)

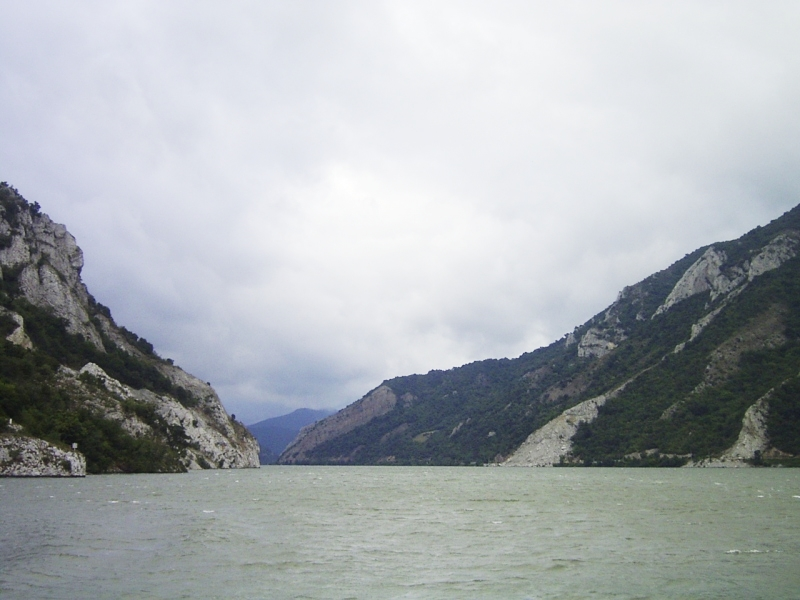
Durchbruch der Donau im Nationalpark

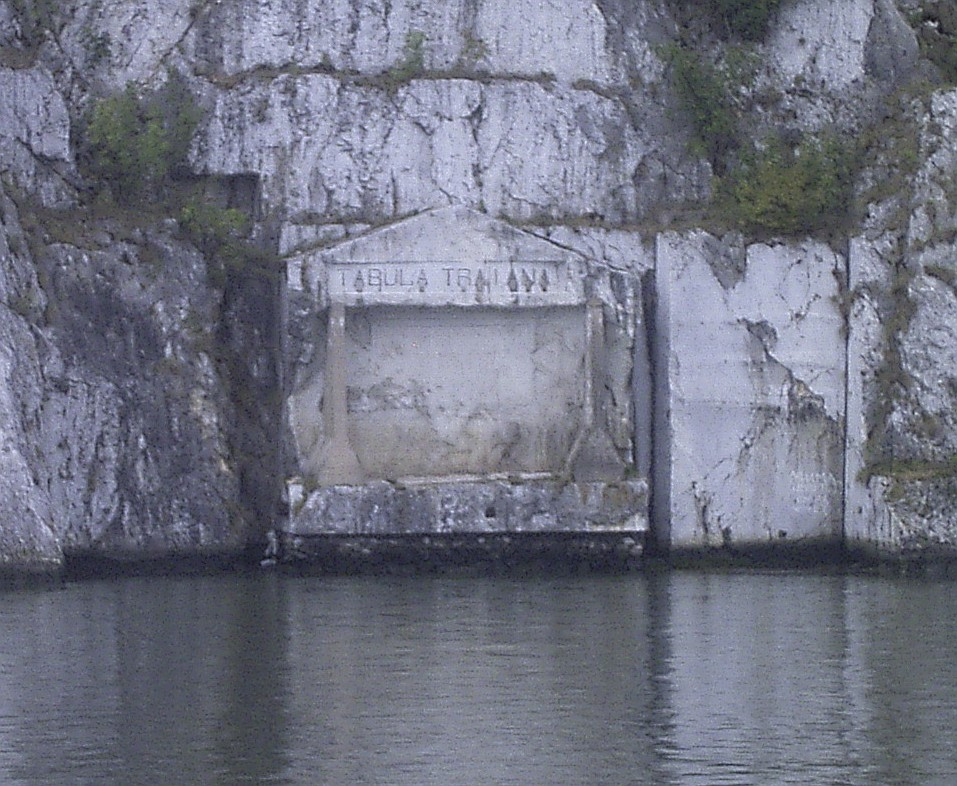
Fund der Tafel Traians (Tabula Traiana)

Der Nationalpark Đerdap (serb. Nacionalni Park Đerdap) ist ein Nationalpark in Serbien und die größte Flussklippenlandschaft Europas.

## Details
Der Nationalpark wurde 1974 gegründet und erstreckt sich entlang der Donau und der Grenze zu Rumänien, von der Stadt Golubac bis zur Kleingemeinde Tekija, über eine Länge von 100 km und über eine Fläche von 63.680 Hektar. Die Donau durchbricht hier die südwestlichen Karpaten. Der größte Teil dieses Nationalparks und riesigen Naturreservats liegt im serbischen Bezirk Bor und ein kleiner Teil im Bezirk Braničevo.
Das Einzigartige an diesem Park sind die riesigen Schluchten und Pässe, durch die die Donau fließt, die zu den größten in ganz Europa zählen. Đerdapska klisura wird der größte Pass bezeichnet, der zugleich der größte Europas ist. Dieser Pass besteht wiederum aus vier verschiedenen Furchen (Gornja klisura, Gospođin vir, Veliki und Mali kazan und Sipska klisura), die einzeln durch Schluchten getrennt sind. Gospođin vir hat mit 82 Metern eine der größten Flusstiefen der ganzen Welt. Die Klippen des Canyons Kazan sind über 300 Meter hoch, während das Flussbett in diesem Teil auf 150 Meter verengt wird.
Das gesamte Gebiet des Nationalparks zeichnet sich durch eine große Tier- und Pflanzenvielfalt, historische Monumente und archäologische Funde aus; der Nationalpark umfasst auch den Stausee des Eisernen Tores.
Am Cazan  zwischen den Städten Orșova und Donji Milanovac, wird die Donau auf 200 Meter Breite und 80 Meter Tiefe eingeengt. Auf beiden Seiten der Donau wurden Naturschutzgebiete eingerichtet – in Serbien der Nationalpark Đerdap, auf der rumänischen Seite der Naturpark Eisernes Tor. Ziel ist es ein grenzüberschreitendes Biosphärenreservat als Teil der künftigen Euroregion Donauraum zu schaffen.
Die tertiäre Flora und Fauna machen ihn zu einem einzigartigen Naturreservat mit über 1100 Pflanzenarten und Tieren wie Braunbären, Luchsen, Wölfen, Goldschakalen, Schwarzstörchen, einigen Eulenarten und anderen seltenen Tieren.
Lepenski Vir, Tabula Traiana und die von Apollodor von Damaskus errichtete Brücke sind einige der bedeutendsten archäologischen Funde. Sie stehen unter strengem gesetzlichen Schutz.
Lepenski Vir ist über 8000 Jahre alt und gibt Aufschluss über die früheren Einwohner und Siedlungen in diesem Gebiet. Golubački Grad (Festung Golubac) und Kladovo sind mittelalterliche Klöster und ein wichtiges kulturelles Erbe.
Es gibt lizenzierte Herbergen, die Touren zu den kulturellen und natürlichen Denkmälern des Parks sowie zum Kraftwerksstaudamm anbieten. Der Tourismus in dieser Region entwickelt sich zunehmend.
Die Verwaltungsbehörde des Parks hat ihren Sitz in der nahegelegenen Stadt Donji Milanovac.

## Geopark
Der Nationalpark wurde im Juli 2020 zum ersten globalen Geopark der UNESCO in Serbien erklärt.

## Sonstiges
Im Juni 2021 gab die Pošta Srbije, der nationale Postdienst Serbiens, Gedenkbriefmarken und Umschläge mit einer künstlerischen Darstellung des Nationalparks heraus.